# Światowa Federacja Latających Dysków
Światowa Federacja Latających Dysków (ang. World Flying Disc Federation, skrót WFDF) – międzynarodowa organizacja pozarządowa, zrzeszająca 80 narodowych federacji sportów frisbee.

## Historia
Federacja została założona w lipcu 1985 roku. Wcześniej w latach 1967-1983 sportem zarządzała International Frisbee Association (IFA).

## Członkostwo
- ARISF (od 2015)
- GAISF
- IWGA

## Dyscypliny
Sport obejmuje następujące dyscypliny: ultimate (na powietrzu, w hali, na plaży), disc golf, zawody terenowe (rzuty na dystans, celność, lot złapany, discathon), guts frisbee, double disc court i freestyle frisbee.

## Mistrzostwa świata
- Mistrzostwa świata w ultimate (od 1983 roku).
- Mistrzostwa świata we freestyle frisbee